# Forte de São Tiago de Banastarim

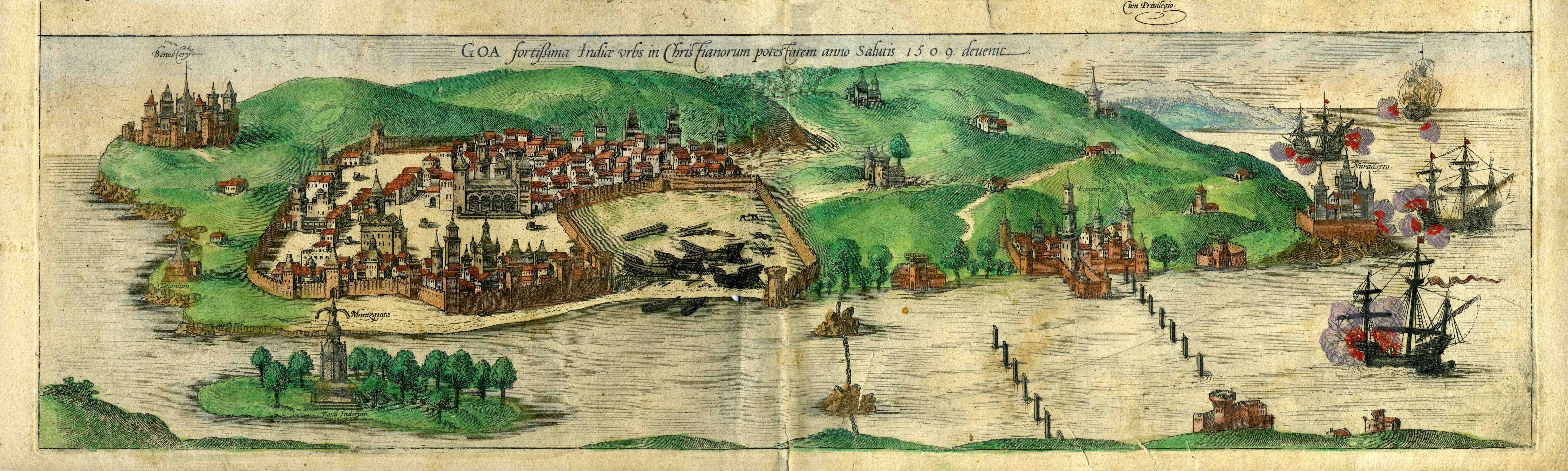
Goa (Atlas de Braun e Hogenberg, 1600).

O Forte de São Tiago de Banastarim, também referido como Castelo de Benastari, localizava-se à margem direita do canal de Combarjua, na ponta leste da Goa Velha, distrito de Goa Norte, no estado de Goa, na costa oeste da Índia.

## História
Erguido pelos indianos, este forte foi conquistado pelo Vice-rei do Estado Português da Índia Afonso de Albuquerque a 2 de Abril de 1512. Ocupado pelas forças portuguesas, foi denominado como Fortaleza de São Thiago.
No século XVIII, nas Instruções que passou em nome de José I de Portugal, ao governador e Capitão-general do Estado da Índia em 1774, o marquês de Pombal referiu: "Ha na fortaleza de S. Thiago dezeseis peças, e uma d'ellas do genero de canhão de disforme grandeza."
Ainda com relação a esta peça de artilharia, o Secretário Geral do Estado da Índia, Cláudio Lagrange Monteiro de Barbuda, no século XIX referiu:
"Mas ainda estava assestado em 1839, sobre os restos de um baluarte d'esta fortaleza, provavelmente construida pelos mouros, esse canhão de não tão disforme grandeza, como dizem as Instrucções [de 1774], e que pelo barão de Candal foi mandado recolher no arsenal [de Lisboa], a fim de ser aqui inaugurado como trophéu, o que se executou em 1840. É verdadeiramente um pedreiro do comprimento de dezesseis palmos e meio, e de quatorze pollegadas e tres linhas de calibre, construido de ferro e em barras de uma pollegada de largo convenientemente reforçadas. Alguns escriptores lhe dão o nome de mourisca, talvez por ser obra dos mouros." (MENDES, 1989:167).